# Estación de Thompson (Manitoba)
Thompson es una parada en Thompson, Manitoba, Canadá. La parada es servida por el tren Winnipeg-Churchill de Via Rail. La estación está ubicada aproximadamente a 1 kilómetro del centro cerca del parque industrial.